# Literatura romana
La literatura romana es fundamentalmente literatura latina, aunque también incluye algunos autores romanos que escribieron en griego. Sin embargo, hay mucha literatura latina escrita después del final del imperio romano en Occidente que ya no es literatura romana, evidentemente.
El latín es la lengua más conocida entre las lenguas muertas y debe su nombre al Lacio ―comarca de Italia, donde se encuentra Roma-. Tenía préstamos de otros idiomas como el griego, el umbro, el osco y el etrusco, así como aportaciones de algunos  dialectos que han concurrido a la formación de la lengua latina como el pelasgo o el céltico; hay que lamentar la pérdida del libro Orígenes de Roma, de Catón, que hubiera ayudado a establecer sobre la cuestión de la primitiva composición del latín. El monumento más antiguo que se conserva del latín es un canto o himno que los hermanos arvales (colegio de sacerdotes romanos) recitaban en su fiesta anual y que fue descubierto en el año 1777, grabado en una piedra, acompañada de los estatutos del colegio.
El latín se usó en el Imperio romano y, tras la partición del mismo, en el Imperio romano de Occidente hasta su disolución, y desde la Edad Media como lengua sagrada de la iglesia cristiana occidental, de la ciencia, de la Filosofía y la Teología y del Humanismo. En la actualidad, todavía se enseña en algunos currículos educativos.

## Literatura romana
La literatura romana en el latín va de la mano de dos partes muy marcadas que son la literatura indígena y la imitada.
- La literatura romana indígena  ha dejado muy pocos vestigios y solo nos ofrece fragmentos, que proceden del origen de Roma y ensayos de arcaísmos que proceden fundamentalmente de tiempos de la República, de los emperadores y principalmente de los Antoninos.

- La literatura romana imitada  ha producido composiciones en que la inspiración individual se junta a la imitación más feliz, obras numerosas y elegidas que nos han llegado entera. A veces se ha solido confundir las obras de origen italiano, producciones más toscas del genio agrícola o religioso de los primitivos romanos (que ofrecen un carácter más original), con las copias latinas de las obras maestras de Grecia, que ofrecen un encanto, una elegancia y una suavidad correspondientes a una civilización culta y refinada.

Comúnmente, la literatura romana se divide en cinco épocas principales:

### Desde el origen de Roma hasta Livio Andrónico
Este primer periodo no ofrece más que obras incompletas. En su origen este pueblo agricultor y jurista, religioso y práctico, no tiene nada del instinto poético de las poblaciones nacientes, su jactancia resplandece en canciones y farsas desordenadas; además se caracteriza en lo siguiente:
- Su religión muestra ceremonias supersticiosas.
- Su afición hacia la agricultura se complace en los preceptos, en áridas prescripciones en que las pretensiones del interés personal hacen las veces de poesía.
- Su genio jurista da el ser a leyes sabias y a célebres jurisconsultos.

El primer canto tradicional de la literatura latina se debe a la institución de los arvales, corporación religiosa encargada de presidir la agricultura formada por doce sacerdotes cuya fundación se atribuye a Rómulo.
Estos sacerdotes al llegar la primavera recorrían todos los campos para obtener de los dioses una cosecha importante. Llevaban una marrana preñada y después de la procesión, se reunían en círculo, entonaban una plegaria y sacrificaban dicho animal y la plegaria constaba de cinco frases distintas, cada una de las cuales se repetía tres veces y de una exclamación final que se repetía cinco veces.
Algunos estudiosos opinan que estaban escritos en forma métrica los versos de estos cánticos y en versos saturnios de desigual medida sin otro signo prosódico que el yambo y del troqueo. El único carácter poético del canto es la triple repetición de cada frase o de cada verso y la repetición de la palabra final.
Los axamenta o cantos de los sacerdotes salios se refieren igualmente a ceremonias piadosas y se expresaba por un delirio excitado y danzas acompañadas de cantos y ceremonias extrañas en que figuraban anciles, escudos consagrados al dios Marte.
En cuanto al origen del gusto escénico de los romanos está en lo siguiente:
- Ciertas invectivas satíricas, dirigidas por los soldados a los triunfadores.
- Ciertas fiestas campestres celebradas en las cercanías de las ciudades, daban también lugar a una embriaguez y danzas en el que se mezclaban cantos denominados fesceninos y diálogos que tenían cierta apariencia dramática. Odres llenas de aceite sobre las que bailaban los aldeanos, cortezas de árboles o plantas colorantes con que se cubrían el rostro, disputas alternadas o una especie de prosa cadenciosa, escrita en versos saturnios o saturninos, formaba el diálogo.
- La introducción en Roma en el año 391 de bailarines y actores etruscos en el momento que el pueblo consternado procuraba conjurar con ceremonias jocosas y extraordinarias los estragos de la peste y que fue la ocasión de una especie de inauguración dramática en Roma.

Tal fue el verdadero origen del teatro indígena en Roma de aquellas escenas exentas de arte, teatro tan diverso del drama imitado de los griegos que cautivó luego al público.
Estas improvisaciones verificadas por los jóvenes de la población se incorporaban con una especie de armazón de fábulas atellanas, de la villa de Atella en Campania, cerca de Aversa, y constituían un teatro peculiar a Dios con sus personajes especiales, como Maccus, Bucco, Puppus y sus privilegios particulares en su cualidad de teatro indígena, sostenido y representado en su origen por la juventud romana (con la exclusión de los histriones o actores asalariados, dedicados a las piezas de origen griego).
Más adelante tuvo este repertorio célebres actores, pero no se halla nombre alguno en este primer periodo de autores atellanos.
Desde esta primera época hubo la necesidad de acumular en una especie de catálogo, es decir, un inventario, los hechos y nombres principales relativos a la política o religión, como son los que se citan a continuación.
Los indigitamenta atribuidos a Numa y comentados más tarde por Granius Flaccus, como un repertorio sacerdotal de todos los dioses conocidos en el Lacio.
Colección de leyes reales titulado Derecho papiriano, que tomó nombre de un tal Papirio, el cual, bajo el reinado de Tarquino el Soberbio, había compilado sus diversas partes.
Se hallan en los fragmentos de estas leyes y constituciones reales varias prescripciones que emanan de Rómulo, de Tacio, de Numa, de Servio Tulio y que descubren hábitos supersticiosos o la experiencia de la vida práctica. Como ejemplos de lo dicho se puede citar lo siguiente:
- Las libaciones de leche practicadas y prevenidas por Rómulo.
- La prohibición hecha por Numa de hacer los últimos honores al hombre que fuese muerto por un rayo.
- Las maldiciones de Dios lanzadas por este rey sobre la cabeza del que violentase las lindes de un campo.

De la severidad de reglas y preceptos que rigen la fe o culto se pasó a las leyes judiciales que ordenan exclusivamente la vida civil y el carácter romano aparecerá por completo desde este primer periodo.
Primeramente la caída de la monarquía romana hizo caer en desuso o en descrédito sus ordenanzas, siendo necesario ordenar estas reglas contradictorias y amoldar la nueva ley a las instituciones republicanas.
Hacia los años 302 y 304 de Roma, después de haber enviado a Grecia diputados encargados de tomar una copia de las Leyes de Atenas y otras ciudades, publicaron los decemviros la Ley de las Doce Tablas que en el año 306 esculpidas en bronce fueron públicamente fijadas en el Foro junta a la tribuna de oradores y frente a la Curia.
Este código, el mejor redactado, el más discretamente severo de las primeras leyes romanas, fue durante mucho tiempo observado y acatado, y contiene toda la ciencia legal de los antiguos romanos codificando las más antiguas leyes de derecho público, criminal, privado, sacro y procesal, comunes a los patricios y plebeyos, con las modificaciones exigidas por el objeto de esta legislación con estilo admirablemente breve, riguroso y preciso.
Esta ley pervivió hasta Justiniano, época en la que se empezó una nueva labor de interpretación de las leyes existentes y relaciones jurídicas de las reglas y fórmulas preestablecidas en las Doce tablas. Las características principales de esta monumental obra jurídica son las siguientes:
- Fue la primera y a la par la última codificación de leyes hecha en Roma.
- Tuvo una enorme importancia porque con ella patricios y plebeyos tuvieron la conciencia de unidad de Estado, hallando en estas leyes las mejores garantías de comunes franquicias
- El derecho civil de las Doce Tablas es un derecho tan original como Roma y se debe al hecho de que los plebeyos careciendo de participación de la cosa pública padecía injusticias por parte de los patricios, reclamando igualdad jurídica con estos y la codificación del derecho y a la vuelta de los legados de Grecia donde se instruyeron obras legales griegas, eligieron las centurias diez patricios para compilar las leyes.
- En un principio solo se escribieron diez tablas por el primer decemvirato en el 303 a. C. solo de patricios y las otras dos Tablas se hicieron un año después por un segundo decemvirato en el que si había patricios y plebeyos juntos.
- Hay que destacar también que algunos estudiosos de derecho romano afirman que el primer decemvirato realizó el cometido más fácil de codificar el procedimiento y el derecho privado y sacro, afín y depositarios de los patricios y al segundo decemvirato una tarea más ardua de establecer la constitución política y el derecho público más afín a las necesidades legales de los plebeyos.

Posteriormente se ha de señalar los rápidos progresos del genio romano respecto a la regulación jurídica de las relaciones sociales con otras leyes, aparte de la dicha anteriormente, respecto a los castigos, a las intrigas, a la distribución de las propiedades agrarias, a los réditos usurarios, las acciones o fórmulas previas, necesarias para poder intentar un proceso que más tarde formaría lo que se conoce con el nombre de derecho flaviano.
Grandes jurisconsultos de esa época fueron Apio Claudio ―cuyo nombre recuerda las luchas que suscitaron estas fórmulas del derecho entre patricios y plebeyos― y Tiberio Coruncanio.
En esta época primitiva de la literatura latina también tuvo su principio la historia como ciencia social con las siguientes obras:
- La primera obra conocida histórica fue los Annales pontificum, redactado por el gran pontífice, auxiliado por cuatro colegas. Cicerón nos dice lo siguiente de esta obra: «Recogía todos los acontecimientos de cada año, y los escribía en una tabla blanqueada, que mostraba en su casa a fin de que el pueblo pudiese consultarlos».

- Otros libros fueron los libri magistratuum, los libri lintet y los censorum commentarii, que eran registros llevados por los depositarios de los poderes públicos; el mismo Tito Livio debía de haberlos conocido y haber recurrido a ellos. Estos libro no fueron ninguna gran recopilación prolija de los sucesos históricos sino que se trataba de algunas breves notas, una lacónica mención de los hechos extraordinarios, etc.

- Otros vestigios históricos fueron las inscripciones de las columnas de Duilio, erigida en conmemoración de la victoria naval obtenida por Roma en el 494 contra los cartagineses por el cónsul romano Duilio y dos epitafios de los sepulcros de los Escipiones.

El resumen de este primer periodo se caracteriza por tanto por sus obras de leyes y de jurisprudencia más algunas obras con vestigios históricos.

### Desde Livio Andrónico hasta la muerte de Sila
El arte griego apareció en Roma haciendo casi desaparecer ―bajo adornos nuevos― las obras de inspiración local.
No había en Roma un espíritu literario cuando cayó Tarento en manos de los romanos y con los despojos de esta ciudad entró en Roma un prisionero llamado Andrónico que correspondió al cónsul Livio Salinator y se principió la gloriosa serie de esclavos eruditos que pagaron por los dones de su espíritu el rescate de su libertad, oponiendo a la nobleza de la sangre y de la fuerza a aquella otra nobleza del talento y gusto intelectual.
Con la parte más sobresaliente de la literatura el drama, es decir poema dramático que intenta transmitir aspectos graves de la vida en su realidad más cotidiana empleando el autor la graduación de sentimientos que desee, de lo más trágico a lo más cómico, es con lo que Livio Andrónico que vivió en el siglo III a. C. siendo el poeta más antiguo latino que recibió su nombre latino de Livio Salinator quien en pago de haber educado a sus hijos lo manumitió. Se presentó ante los espectadores romanos primero como actor y autor de sus obras y posteriormente solo de autor conservándose veinte libros de sus dramas pero con pocos fragmentos de los mismos, imitaciones de piezas griegas y el uso del verso saturnino. Livio Andrónico se ejercitó en otros géneros, como son los siguientes:
- En la épica tradujo en versos latinos la Odisea de Homero, pero solamente se conservan pequeños fragmentos.
- En la comedia, aunque quedan pocos fragmentos de estas obras, si bien se cree que la primera obra que hizo representar fue una comedia.
- Se le atribuyen también la composición de cantos religiosos o himnos según Tito Livio en su obra XXVII afirmando también como Valerio Máximo que el que compuso a Juno fue cantado por veintiséis doncellas, en los Juegos que costeó Salinator en cumplimiento de un voto que había hecho en la batalla de Siena.

Los fragmentos de sus versos se encuentran en la colección Poetae scaenici latini de Bothe.
Otro autor es Nevio, que se dio a conocer hacia los años 520 AUC.,235 a. C. ; gran apasionado de los griegos, se centró más en personajes romanos pero halló gran oposición en la aristocracia romana y fue incluso castigado con el destierro, muriendo en Útica hacia el año 550 de Roma, debido a la familia de los Escipiones, y a los Metelos. Cultivó varios géneros, que son los siguientes:
- Escribió tragedias, es decir obras dramáticas de acción extraordinaria que transmite lastima y miedo, con personajes que realizan actos heroicos y final fatal, de las cuales conservamos solo algunos títulos y fragmentos apenas.

- Escribió comedias.
- Escribió un Poema épico sobre la primera guerra púnica y una traducción de la Ilíada.

Entre estos poetas enciclopédicos fue Ennio, nacido el año 515 en Rudies, uno de los más fecundos y celebrados, ya que cultivó epopeyas, sátiras, comedias, tragedias, poemas filosóficos, didácticos, formándose un gran nombre. Sus obras fueron las siguientes:
- En el género trágico se destacaron sus traducciones de Eurípides
- Hizo traducciones en prosa del escéptico Evémero y de los sensuales poemas de los Phagética
- Su obra más notable es su poema de los Anales que contiene la narración de los sucesos de Roma, desde sus principios más remotos hasta el tiempo de Ennio. La primera guerra púnica es el principal objeto de este poema.

Después de éste enriqueció Pacuvio la escena de Roma con producciones de imitación trágica de otra clase e imitó a autores griegos como Sófocles, Eurípides y otros autores. Se caracteriza este autor de literatura latina por su originalidad y firmeza sin dejar de ser copista y la mayor parte de los eruditos antiguos le otorgaron el epíteto de doctus por el empleo de ciertas expresiones pintorescas.
Finalmente Accio el más importante de los trágicos romanos hacia el 632, del que se conserva lo siguiente:
- Algunos fragmentos de una pieza natural titulada Bruto, en que puede citarse un fragmento notable de su Prometeo, traducción atrevida del Prometeo de Esquilo.
- Se le atribuyen también obras en prosa relativas a la crítica literaria y dramática.
- Se conservan fragmentos de Anales de que Macrobio nos conserva un pasaje escrito en hexámetros.
- Pero su fama es la de trágico (tragedia palliata), imitada de los griegos, más bien que la denominada pretextata, es decir, representante de la aristocracia romana.

En el género literario de la comedia se destacaron dos autores:
Plauto, natural de Sarsina, en Umbría, floreció por la época de la segunda guerra púnica y es uno de los poetas que permaneció más fieles al patriotismo y tuvo una gran penetración psicológica de los sucesos interiores, de las contrariedades, de los disturbios y emociones de la vida romana, tocando los vicios, los defectos de todas las clases. Sabía evitar los resentimientos de los poderosos y complacer a los menos acomodados y al pueblo íntimo cuyos individuos frecuentaban la Cávea atribuyéndosele más de ciento treinta comedias, es decir, poemas dramáticos de despropósitos y final festivo que suele tener por objeto corregir las costumbres de su época, describiendo los vicios y extravagancias de los hombres, aunque solo nos han llegado veinte comedias y probablemente el Amphytrion fue copiada de los griegos. Una de sus comedias más curiosa fue la obra Cautivos. Otras obras suyas son El soldado fanfarrón, El anfitrión, El persa, El cartaginés, El mentiroso. Murió rodeado de gloria y fortuna en el año 570 de Roma.
Terencio como la mayor parte de los introductores de la poesía dramática en Roma, llegó de África a Roma en el bagaje del senador Terencio Lucano. En las obras que ha dejado Terencio se ven vestigios de Grecia y principalmente fue imitador y copista de Menandro, lo cual le hizo recibir de César el título de semi-Menandro. Su forma de escribir consistía en reunir dos piezas de este autor o de un contemporáneo romano para hacer de ellas una sola, con gran pureza y elegancia, y su talento consistía en lo siguiente:
- En dulcificar todos los sentimientos
- En pulir la conversación y mejorar por este medio la escena anticipándose en un siglo al gusto refinado de Virgilio y un reflejo curioso y brillante de la sociedad escogida de su tiempo.
- De las comedia que escribió este poeta latino solamente seis se han salvado de las iras del tiempo y se ha de reseñar el servicio que presta el autor a la lengua latina de gran pureza y perfección.
- Ofrecen sus obras una entonación de moral más severa de la que ofrecen Plauto en las suyas
- En el poeta latino Terencio hay detalles, frases y giros que encantan y pierden su fuerza o su gracia al traducirlo a otra lengua por eso mejor estudiarlo en el original para ver cuanto contribuyó al perfeccionamiento de la lengua latina.
- Es el mejor autor de la lengua latina que ha pintado las pasiones tanto del viejo como del joven y el que ha pintado con tanta verdad las más opuestas situaciones de la vida.

Sus seis comedias son las siguientes: Andria, Hecyra, Heautontimorumenos, Phormio, Eunuchus, Adelphi y la primera edición de las obras de Terencio es de 1469 y lleva las notas de Donato.
Casi a finales del siglo VII es cuando vivieron dos autores cómicos de un mérito quizás menor que los dos anteriores, Nevio y Lucio Pomponio de Bolonia, autores de atelanas, farsas populares que ya hemos mencionado.
Las piezas menores (attellaniolae) de Nevio hicieron en lo sucesivo las delicias de Marco Aurelio.
Lucio Pomponio, autor de unas sesenta y una piezas, de las cuales quedan solo algunos fragmentos, guardaron cierta corrección en este género de sátira dramática y la elevaron gradualmente hasta darles cierta fuerza y bastante popularidad para hacer temblar más adelante a los primeros emperadores en su propio trono.
Otros autores cómicos de la misma época como el esclavo galo Cecilio Estacio y Afranio, inventor de la comedia propiamente romana, titulada Togata, escribieron piezas del género de las atelanas y otra por el estilo de Plauto.
Un contemporáneo de los Escipiones, patricio, quiso realzar las letras latinas por el rango de escritor, cuando hasta entonces no había sido más que una ocupación de esclavos sabios. El caballero romano Cayo Lucilio (148–105 a. C.) ennobleció el arte de escribir, una ocupación como se ha dicho anteriormente de esclavos o personas pertenecientes al proletariado, haciendo incluir oficialmente la profesión de literato entre las cosas permitidas a los patricios. Sus sátiras, es decir, obras escritas para poner en ridículo a personas y cosas, de las que escribió treinta libros y hoy apenas nos quedan fragmentos, fueron una verdadera creación, porque el verso, la forma, las personalidades, etc., diferían de las sátiras anteriores, designando a las personas a imitación de las antiguas franquicias de los griegos, pero romano en cuanto al vigor o fuerza de sus expresiones y el cinismo en la pintura de las costumbres de su tiempo. También se le atribuyen una comedia e himnos, y Horacio le llama patrocinador de poesía desconocida a los griegos y le reprocha la dureza de su versificación.
En prosa, Quinto Fabio Pictor, que vivió hacia el 220 a. C. y al que se considera el más antiguo de los historiadores romanos, dejó una obra titulada Anales que no ha llegado hasta nosotros, escrita durante la segunda guerra púnica. Participó en la guerra de la Galia y en la segunda guerra púnica y fue senador y cuestor. Era muy aficionado a la literatura y prefería relatar los hechos a tomar parte de ellos. Su obra ya citada Anales empezaban probablemente con la llegada de Eneas a Italia y llegaban hasta el tiempo del autor. Los hechos pasados están contados de una manera breve, pero los contemporáneos se relatan con mucho más detalle y no se sabe en cuantos libros está dividida y hasta que año llega. Polibio achaca a la obra de Pictor cierta parcialidad hacia los romanos, pues deseando que Grecia conociera a sus compatriotas los presenta por el lado más favorable y poseía la obra una posición exactísima de las variaciones ocurridas en la Constitución romana.
Catón el Viejo (o Catón el Censor), que redactó en siete libros los Orígenes de Roma que abarcaba hasta el siglo VII todos los acontecimientos de Roma que debió suscitar un gran interés por los siguientes motivos:
- El conocimiento que tenía el escritor de los hechos verdaderos que distinguieron los principios de su país.
- Su posición personal en medio de los negocios públicos.
- Su amistad con Ennio, que había escrito Anales en verso.
- Su experiencia en la política del Senado.

Por desgracia para la historia, es decir narración de acontecimientos pasados y hechos dignos de interés, en general y la historia de la Roma Antigua en particular solo han quedado algunos fragmentos de su obra histórica.
Escribió también otras obras que son las siguientes:
- Escribió obras sobre las costumbres.
- Escribió sus principales discursos sobre la educación de los jóvenes, el estilo epistolar, el arte oratorio y el arte militar.
- Escribió la obra conocida con el nombre de Re rústica, diario de ciento sesenta y dos capítulos, en que consignaba cada día las observaciones recogidas por él sobre el cultivo de las tierras que poseía en Sabina con apotegmas excelentes instrumentos para la sementera y las cosechas, etc.

Entre todos los historiadores que figuran como gramáticos, es decir los que estudian los principios generales de todos los idiomas, están los siguientes autores:
- Lucius Cassius Hemina, liberto de Pompeyo que escribió acerca de la tercera guerra púnica.
- Lucio Otacilio Pilito.
- Los tres libros de memorias De vita sua del cónsul Marco Emilio Escauro.
- Sila y sus Memorias, pero nada nos ha llegado de ellas a excepción de una memoria del libro XXI hecha por Prisciano.

En la retórica, es decir arte del bien hablar otorgando al lenguaje eficacia para deleitar o persuadir, parte tan importante de la vida política de los romanos, origen de honores, fortuna, gloria, están los siguientes autores:
- Están en este grupo personas como Marco Antonio, Lucio Licinio Craso y Cornelio Cetego con resúmenes de sus discursos de personas tan importantes como Tito Livio y Cicerón.
- Los profesores de la elocuencia tales como Lucio Plocio Galo que dio en el 66-65 a. C. las primeras lecciones a Cicerón. Estos profesores fueron prohibidos por un senado-consulto fechado en el año 59.

Este senado-consulto actuaba por los siguientes motivos:
- Temían la influencia de Grecia y de los sofistas, es decir, en la Grecia antigua el que se dedicaba a la enseñanza de la filosofía, que podían sustituir a la moral práctica y positiva del espíritu romano.
- Excluía lo mismo a los filósofos, es decir, a los que estudiaban el conocimiento de las cosas por sus causas o primeros principios, que a los retóricos, porque quería combatir el prestigio de que había gozado el académico Carnéades, el estoico Diógenes y Critolao, que son los que enseñaron en Roma el arte de filosofar.

Pero por otra parte la escuela estoica, filosofía griega fundada por Zenón, que tuvo por discípulos de los más famosos a Panecio y Rutilio Rufo, amigos de Escipión, tuvo numerosos partidarios y venía a ser como un abrigo escogido por aquellos descontentos de la ambición, las revoluciones políticas o las represalias de la fuerza o poder.
Los jurisconsultos, aquellos que poseían el sentimiento más riguroso del derecho que es aquel conjunto de reglas que someten las relaciones humanas en la sociedad civil, y hombres versados en la ciencia del derecho y dotado en ella de conocimientos poco comunes, que comprendían que las leyes, tan fácilmente atropelladas por la prepotencia de los magnates, escritas a menudo al antojo de la política e impotentes para mantener la justicia y para satisfacer todos los intereses, pues ellos mismos se refugiaban en el estoicismo por los siguientes motivos:
- Ya para soportar la vida y resistir sin demasiados peligros la invasora arbitrariedad.
- Ya para reducir a su esfera los vicios que todo ello genera.

La jurisprudencia dio lugar a un grandísimo número de leyes, entre cuyo número se distinguen las siguientes:
- La Ley voconia relativa a las herencias de las mujeres que si podían a título de legado heredar la mitad del patrimonio estableciéndose que nadie podía adquirir por legado más de lo que adquiriese el heredero.

- Las leyes Funnia, Orchia, para moderar los gastos de la mesa, produciendo entre otros muchos célebres juristas, la familia de los Escévolas, que reunió el estoicismo a cuantiosos trabajos sobre el derecho.Tre ilustres Escévolas fueron los siguientes:

- - Quinto Mucio Escévola, que vivió por el 217 a. C., fue un juriconsulto romano y pretor en Cerdeña.
  - Quinto Mucio Escévola, homónimo del anterior, cónsul que vivió en el siglo I a. C. y fue un gran orador y juriconsulto.

### Desde la muerte de Sila hasta la de Augusto
Las costumbres romanas llegaron a un extremo exagerado de influencia griega por lo siguiente:
- El ascendiente de los estudios griegos había prevalecido en tales términos que los jóvenes romanos tuvieron por hábito dirigirse a las ciudades griegas de Rodas, de Atenas, de Apolinia, de Mitilene para completar sus estudios.
- La peregrinación de ciudadanos romanos a Grecia se había hecho para los romanos una parte indispensable para completar su educación.
- La filosofía griega favorecida por Lúculo, abriendo una biblioteca compuesta de obras las más curiosas y raras, y Sila, encaminando a Roma las obras de Aristóteles que se convirtieron más que en una moda en un estudio serio.

Anteriormente se ha dicho que un senado-consulto prohibió las escuelas de retórica, pero estas prohibiciones cayeron pronto en desuso, ya que estas escuelas se multiplican bajo el triunvirato de Lépido, Marco Antonio y Octavio saliendo de estas escuelas sino oradores si abogados.
Bajo Octavio Augusto se hallaron estas escuelas de retórica más favorecidas con lo siguiente a destacar:
- Se unieron los poetas y los oradores con los siguientes nombres: Gorgonio y Ovidio, Abronio Silón y Marco Porcio Latrón.

- Las lecturas públicas instituidas por Cayo Asinio Polión, uno de los favoritos de Octavio Augusto,
- En estas lecturas públicas es donde se leyó por primera vez el poema de Cornelio Severo Sobre la guerra de Sicilia entre Sexto Pompeyo y Octavio y ciertamente algunos trozos de poema que preparaba este mismo Asinio Polión sobre las guerras civiles, que acababan de cambiar el aspecto de los negocios en Roma.

En cuanto a Cayo Asinio Polión fue uno de aquellos que más contribuyeron al movimiento literario por lo siguiente:
- Creación de bibliotecas públicas.
- Adornaba estas bibliotecas con las estatuas de los mejores escritores.
- Partió con Mecenas como protector de los artistas y sus obras.

A falta de originales locales romanos se buscó las epopeyas, es decir poemas narrados amplios, de acción guerrera, empresas loables y personajes con hazañas heroicas más la intervención de lo sobrenatural, inmediatas más celebradas sobre todo las griegas. No obstante esto se destacaron en la épica Varron de Altax, Virgilio y Ovidio.
Publio Terencio Varrón Atacino, después de haberse ensayado en traducir a Apolonio de Rodas, tomó por argumento para escribir una epopeya un episodio de las guerras de Julio César.
Siguieron a Varrón otros autores que escribieron ensayos pero ninguno igualó al poema de la Eneida del escritor Virgilio, nacido en el año 684 de la fundación de Roma bajo el consulado de Craso y Pompeyo el Grande en una aldea próxima a Mantua, con el poema de la Eneida o historia primitiva de Roma. Está escrito hábilmente con las narraciones maravillosas de los tiempos heroicos de Grecia, siendo, si no de una época verdadera, en el cual todas las condiciones de género se habrían llenado casi, si se hubiera escrito en una época menos avanzada de la historia romana y si el arte y deseo de adular al príncipe no hubiesen reemplazado casi universalmente el lugar del entusiasmo épico. Se puede considerar este poema épico como la epopeya nacional del pueblo de Roma, pero se diferencia de la otra gran epopeya griega la Ilíada de que no descansa sobre una sola idea puesta en acción por el genio de un escritor. Sobre el objeto del poema hay diferentes opiniones que son las siguientes:
- Unos creen que el objeto del poema es la fundación de un nuevo imperio en Italia (obsérvese cierta similitud entre Eneas y Octavio Augusto) por el jefe de los troyanos, Eneas.
- Otros opinan que Príamo y su pueblo son accesorios en la Eneida, porque el poeta tiene sin cesar ante sus ojos a Roma y Augusto.
- Otros opinan que imita en demasía a la Ilíada y la Odisea de Homero, tanto que quiso comprender en doce cantos los cuarenta y ocho de las dos obras griegas, con esta singular circunstancia, que su héroe empieza a errar sobre los mares de Ulises y concluye con combatir con Turno como Aquiles contra Héctor.
- Otros consideran que es la Fábula de las fábulas épicas.

En cuanto a los episodios de este gran poema épico se hallan perfectamente unidos al asunto, es decir, a la principal acción y el enredo o nudo de esta epopeya es de una sorprendente habilidad, con arreglo al recurso de introducir lo maravilloso en los mismos. No obstante esto, algún episodio como la fábula de las arpías, fue reprobada por gran número de críticos por producir un efecto sumamente desagradable. La cólera de Juno como dijo el poeta:
Quum Juno aeternum servans sub pectore vulnus. Haec secum: Meme incepto desistere victam,. Nec posse Italia teucrorum avertere regem?
Cuando Juno, la diosa que honda herida, En su pecho conserva eternamente, Airada así a sus solas se demanda. ¿Cómo? y acaso desistir vencida. En la empresa podré apena empezada, De mi venganza, sin poder de Italia, De los teucros al rey desviar al punto.
Por tanto la cólera de Juno, oponiéndose con constancia al pensamiento de Eneas, es causa de los muchos contratiempos que éste experimenta, estableciendo una relación entre los dioses y los hombres durante todo el discurso épico, como se demuestra por lo siguiente:
- La tempestad que arroja a Eneas sobre las playas africanas.
- La pasión que la reina Dido que se empeña en retenerlo en Cartago.
- Los esfuerzos de Turno haciéndole la guerra, hasta el fin en que cediendo Júpiter a las persecuciones de Juno, consiente en que el nombre de los troyanos se refunda en el de los latinos y la diosa Juno olvida su rencor saliendo el héroe victorioso de su empresa.

En estos puntos el poeta de Augusto llevó su poema con suma propiedad y probó todo su gran juicio y arte inmenso aunque no excluyen sus defectos ya que muchos estudiosos opinan que no fue un poeta de inspiraciones personales y se valió de las alas de Teócrito en las Églogas, de Hesíodo en las Geórgicas y de Homero en la Eneida. Sin embargo a pesar de que se puede afirmar de que en el conjunto no satisface al lector por la representación de los caracteres, en la Eneida se han dado hermosas lecciones (véase la palabra Lección) a los poetas que han sucedido al autor del poema latino, pues se destaca por su gran armonía. Y con todo es sensible que a pesar de haber halagado tanto el orgullo nacional de los romanos, no haya sido en realidad más nacional, aspirando, al bosquejar la antigua civilización itálica, a hacerse cargo por vía de retratos, y no didácticamente, de los gérmenes sencillos de las costumbres de la vida campestre, tan peculiares de la antigua Italia, como fueron en Grecia la industria y la navegación. Entonces la Eneida habría sido de además de romana, itálica, disimulando la imitación que hizo de sus modelos.
Por otra parte también es opinión de algunos estudiosos de la literatura grecorromana que no hay caracteres bien delineados en esa obra y, comparada con La Ilíada, es lánguida, ya que los troyanos Acates, Gías, Cloautes y otros varios que fueron con Eneas al Lacio son personajes insignificantes: ni brillan por sus pasiones ni por sus hechos, e incluso el mismo Eneas carece de verdaderas condiciones para excitar la admiración o el interés, exceptuando su piedad y su valor; no detenta ninguno de esos rasgos característicos que por su grandeza y elevación conmueven y llegan al alma. El carácter del personaje de Eneas que dibuja Virgilio es más bien una simbiosis de frialdad y dulzura. En el monólogo de Eneas en el libro IV, después de haber sospechado Dido que trata de abandonarla, indica una dureza de corazón y escasez de ternura que serían rasgos preciosos en un amante generoso y apasionado:
¿Nun fletu ingenuit nostro? Num lumina flexit? Num lachrymas virtus dedit: aut miseratus amantem est?
Pero a falta de esa falta de trazos característicos de los personajes (a excepción de Dido que es el mejor descrito en la obra porque se ve la vehemencia de las pasiones y su ardiente indignación con un tono violento tan propio que colocan a la reina de Cártago en primer término entre los personajes del poema), toda la justificación de la conducta de Eneas la halla Virgilio en la predestinación del primero por los dioses a ser tronco de los reyes de Alba y echar los cimientos de la orgullosa Roma y con ellos preparar la futura grandeza de Italia. Con este carácter épico o heroico, Eneas ha sido presentado muchas veces como arquetipo, desde Homero que personifica en él al más valiente de los griegos, después del gran Héctor, siguiendo por una tradición que presenta a ese mismo Eneas vendiendo la causa troyana y de convenio con Antenor entregando su patria a los griegos. Virgilo concuerda con Quinto de Esmirna en presentarlo peleando hasta el fin para salvar a Troya y no abandonándola hasta el último trance.
En cuanto a la última parte de la Eneida del poeta latino romano Virgilio hay que decir que baja el nivel respecto a los anteriores capítulos. Las guerras en el Lacio no están descritas con la entonación verdaderamente épica de que había hecho el autor alarde en la destrucción de Troya, en los mismos amores de la reina Dido y en el famoso descenso a los infiernos que se contiene en el libro VI.
Finalmente decir de esta basta obra épica que Virgilio no trató de pintar ninguna época en particular, ni aun la suya propia, ni siquiera la que describe. Al parecer fue su pensamiento abrir nuevos caminos a sus descendientes e incluso el mismo Virgilio dice que la Eneida no fue su obra inspirada y que el mismo se reconvenía por haberla acometido sin la preparación suficiente con estas palabras:Tantum opus pene vilio mentis ingressus.
Otras poemas de Virgilio cuyas bellezas aunque tomadas a veces de Grecia pero con un carácter más original son los siguientes:
- Las Bucólicas y las Geórgicas subsistieron siempre como obras maestras como sabias lecciones de economía agrícola, como modelos de poesía melancólica. En las Bucólicas y las Georgicas son sacados a colación autores de Grecia como Pitágoras, Epicuro y sobre todo Platón debido a que cuando el poeta llegó a Nápoles se preparó para la elocuencia con la práctica ocasionada de los modelos griegos que dejaron en el una profunda huella y con el estudio de sistemas filosóficos también griegos. En estos poemas se refleja claramente las teorías griegas de la organización de la materia, de la inmortalidad del alma, de sus transmigraciones, de la constitución de todos los seres de este Universo.

- Otros poemas menores como el Galex, el mosquito, el Moretum, guisado de campo, la Copa, la tabernera, tiene un nivel poético mucho menor que el resto de sus obras. En ellas ofrecen un testimonio de las costumbres, de los gustos, de los conocimientos del gran poeta.
- También hay que destacar la obra titulada Las Églogas, a través de la cual se muestra la patria romana abatida por las facciones y levantada por Augusto.

También hay que citar a un hijo de caballero romano Ovidio dentro de la épica romana aunque la Metamorfosis pertenece a la mitología no tiene una intención épica.Fue un superdotado para todos los asuntos que cultivó juntamente con la tragedia con los siguientes ejemplos de su magna obra:
- Escribió el poema elegiaco escribiendo las Tristes y las Pónticas.
- La declamación siguiendo las escuelas retóricas.
- Cultivando el arte didáctico preescribiendo Remedios de amor.
- Por fin la cronología histórica, publicando el primero de los Fastos en verso.
- Poemas elegiacos que escribió en su destierro mandado por Augusto en las más alejadas fronteras orientales del Imperio, en Tomi, a orillas del Mar Negro, por causa aún desconocida aunque relacionada con el carácter lascivo de sus escritos, lugar donde falleció sin poder regresar a Roma.

Por esta época se ha de decir también que la comedia y la farsa habían perdido importancia a favor de los mimos o pantomimas que alcanzaron gran éxito.
Bajo el consulado de Cicerón y en tiempo de Catulo, la tragedia, acaso porque no era más que una importación del arte griego, había ganado los sufragios necesarios de los eruditos y se había ganado el favor del público juntamente con las anteriormente citadas mimas (pantomimas), especie de farsas (sainetes) en que la improvisación y el gesto del actor parecen haber constituido el más capital elementos. Eclìpsaba estas farsas todos los demás géneros escénicos y obtenían una inmensa popularidad.
El autor de mimos más reputado en esta época fue Leberio, caballero romano, como lo había sido el autor satírico Lucilio. Se le conoce por la anécdota de que teniendo ya una edad avanzada de 60 años Julio César le obligó a salir a escena para representar en ella alguna de sus pantomimas y disputar en aquel lugar el premio de la habilidad escénica. El poeta pasó cuentas en su prólogo admirable, que no es más que una elocuente protesta contra la violencia ejecutada con un hombre libre, un caballero romano y contra la tiranía de un dictador. Julio César en su irritación concedió el primer premio a su rival que le había merecido menos.
Otro autor reputado de mimas fue el autor conocido con el nombre de Publilio o Publio Siro a las cuales concedió la antigüedad una especie de mérito especial, porque contenían sentencias morales en verso, que han llegado en un número de novecientas, superior a las de otro autor conocido con el nombre de Mattio que tuvo más reputación por su fidelidad a la memoria de Julio César que por sus mimas, ninguna de las cuales nos ha llegado por lo demás.
La tragedia en Roma no tuvo mucho éxito y hubiesen desaparecido completamente de la escena por los siguientes motivos:
- Tan solo cumplía al objeto de lecturas privadas.
- Sus representaciones estaban destinadas digamos a los «espíritus selectos» de un reducido número de personas.
- No se representaban a la pluralidad del pueblo.

Pero la tragedia como se ha dicho anteriormente bajo el consulado de Cicerón y en tiempo de Catulo reunió los sufragios necesarios y se había ganado el favor público como un género que era puramente literario.
Como autores hay que destacar a los siguientes:
- Cayo Asinio Polión citado anteriormente en este artículo enciclopédico de la palabra Literatura latina.
- Vario, uno de los amigos de Virgilio autor de una tragedia titulada Thyestes cuya celebridad es lo único que nos ha llegado de ella.
- Ovidio (citado anteriormente), que escribió una obra conocida con el nombre de Medea de la que solo conocemos un fragmento asaz corto e incompleto.

Finalmente como la comedia produjo dos grandes actores como Esopo y Roscio.
A finales de los tiempos de Augusto evolucionó la mima hacia las pantomimas, especie de baile mímico y tuvo por sus más célebres actores a Batilo y Pílades y más adelante a Hitas.
Algunos autores satíricos son los siguientes:
- Marco Terencio Varrón que a la par que poeta, historiador y gramático, había escrito sátiras, mezcla de prosa y verso, en que analiza la política y las anamolias de su tiempo ridiculizados con la mayor viveza.
- Quinto Horacio Flaco, natural de Apulia, se consagró a escribir obras satíricas lo más familiares y elegantes posibles. Escribió sátiras, epístolas, entre cuyo número es de las más famosas la Epistola ad Pisones, que trata la del arte de componer y de escribir y que se ha denominado Arte Poética; también odas y epodas, en su mayor parte magistrales imitaciones de la poesía griega dotadas de gran talento y entusiasmo lírico.
- Catulo que intentó primero en Roma ensayar la poesía lírica en algunos pasajes de sus poemas Thetys y Peleo y en algunas odas notables, con grandes elegías y epigramas.
- Tíbulo y Propercio, poetas elegíacos imitadores de los griegos, aunque el segundo se considera uno de los cantores más originales de Roma antes de Lucrecio.

- - Tibulo (54–19 a. C., se educó en casa de su abuelo paterno en Pedum, donde recibió aquellas impresiones de la vida del campo que luego materializó en sus poemas, usó reticencias y falsas indicaciones para ocultar el nombre de sus amadas Delia y Némesis y que probablemente se ocultó con el nombre de Ligdamo en el libro tercero de sus Elegías. Con el nombre de Tíbulo corren cuatro libros de Elegías de las cuales solo los dos primeros pueden atribuírsele con seguridad; el tercero, titulado Panegírico de Mesala es de nivel tan discreto que se resiste el creer que saliera de su pluma, y además algunos hacen notar que tenía dieciséis años si la compuso el autor. Al cuarto le falta la inspiración de los dos primeros y relata los amores de Corinto y Sulpicia. Los cuatro libros suman 37 breves poemas, escritos en dísticos elegiacos, a excepción del Panegírico de Mesala escrito en hexámetros. Tibulo es, con Virgilio, uno de los pocos poetas romanos con verdadera sensibilidad; el amor es su vida y carece de la altivez del romano típico; odia y teme la guerra, por lo que seguramente se limitó a cumplir en su expedición a Aquitania acompañando a Mesala. Perteneció también a la nueva generación de poetas que en la segunda mitad del gobierno de Augusto critica la degradación de los carasteres y el completo olvido del vigor republicano. La edición príncipe de las poesías de Tíbulo parece haber sido hecha hacia 1472 y se atribuye a los cuidados de Florencio de Argentina.

- - Propercio (51–15 a. C.) descendía de una de aquellas familias ricas provinciales del orden ecuestre y algunos biógrafos sostienen que fue uno de los trescientos caballeros que inmoló Julio César al vencer la Guerra civil romana; si no fue así, al menos se le confiscaron sus bienes. Cantó sus amores a Cintia y algunos críticos creen que bajo este nombre se oculta un personaje real el de Hortia, métricamente equivalente, que fue la heroína de sus elegías y cuyos versos elogian autores como Horacio y Ovidio. Dejó cuatro libros de Elegías que tratan de los siguientes:

- -     - Los tres primeros dedicados exclusivamente a sus amores y a los incidentes de su vida privada
    - El cuarto versa sobre las leyendas y la historia de Roma.
    - Es un gran imitador de los poetas griegos como Calímaco, Filetas considerado como todo un autor griego.
    - Su estilo es un poco amanerado, poco natural, didáctico por parecer erudito conocedor de la Historia y Mitología y el deseo de presentar comparaciones y recuerdos mata el afecto y el sentimiento que es el alma de la elegía.
    - Se le puede considerar un poeta sincero y enérgico cuando deja a un lado sus maestros alejandrinos y agrada cuando particularmente escribe las costumbres sencillas e la vieja raza latina en oposición a la corrupción de su época.

En didáctica se destaca Lucrecio, nacido en el 14 a. C. y que fue el más original poeta didáctico de la época con su famoso poema De rerum natura con la gran fuerza de argumentos y los magníficos cuadros que despliega en favor de las doctrinas griegas de Epicuro, de cuya filosofía es apologeta. Es una de las obras romanas más admirables que ha producido el genio local. Nació en el 94 a. C. y se suicidó en el 51 a. C.; se cree que fue a Atenas y tuvo como maestros a Zenón y a Fedro y escribió su poema en seis libros dedicado a su amigo Memnio; el inesperado suicidio del autor hizo a Cicerón corregir y editar el poema epicúreo, uno de los pilares del materialismo en el mundo antiguo, opuesto al estoicismo. Lucrecio pretende liberar a los hombres del temor a la muerte y reduce todo a la materia negando la existencia de dioses que intervengan en los actos humanos y en la naturaleza; el alma no es inmortal ni distinta al cuerpo y perece con este. «Nada nace de la nada, nada vuelve a la nada». Como características de su obra poética hay que destacr las siguientes:
- La elevada entonación de su obra
- Su mucho ingenio que más que buscar la gloria del artista busca la gloria del filósofo y discurre con elevada argumentación y como hombre de profundo talento sobre el origen y el destino del mundo.
- Teniendo en cuenta el principio de su filosofía Ex Nihilo nihil fit, este destino del mundo lo encuentra en el amor causa de todo y como el que todo lo dirige y en le temor fuente de toda religión.
- Para acabar decir que Lucrecio no tuvo predecesores en la literatura latina y es le primero que hizo oír un canto de aquel género en Roma y el estado inculto de la lengua en la época en que Lucrecio escribió su poema da mayor encanto a su obra.

La prosa en este periodo suministra obras no menos notables por forma y fondo y por la categoría de sus autores algunos de los cuales son los siguientes:
- Julio César y su obra Comentarios sobre la guerra de los galos y sobre la guerra civil (De Bello Gallico), modelos de precisión nerviosa y elegante simplicidad. Se advierte al leerlos que es el soldado que ha manejado la espada quien ejercita la peñola y que el hombre de Estado está oculto a la sombra del escritor.
- Salustio (n. 85 a. C., escribió Historia de la conjuración de Catilina, la de la Guerra de Yugurta, y una Historia de los principales sucesos de la República, de la que solo quedaron fragmentos. Profundo en sus análisis políticos, jamás descuidó su estilo. Nació en la ciudad sabina de Amiternum (56 a. C.–34 d. C. El estudio de los historiadores le enseñó a meditar en los acontecimientos de los pueblos, y en sus instituciones y costumbres aprendió a ver el origen de los males que la generalidad de los hombres atribuyen a causas del momento. Llegó a tribuno de la plebe y a senador y el tiempo en que vivió era de viejos y desórdenes, hasta el punto de que sería difícil comprender que un hombre que viviera en medio del mundo pudiera librarse de los excesos a que conduce el ejemplo. Fue a África con Julio César y fue propretor de Numidia. La primera de las obras citadas tiene por objeto la conjuración de Catilina, que, apurado por las deudas, y ayudado por la juventud más depravada de Roma, había concebido la idea de asesinar en una noche a los cónsules e incendiar Roma y, secundado por el pueblo y por el ejército, apoderarse de la ciudad, derribar la República y establecer un gobierno despótico. En la segunda obra, Bellum Yugurtinum, trata de la muerte de los herederos del torno de Numidia a manos de Yugurta, que había comprado a los senadores de Roma para hacer más provechoso su crimen hasta que las legiones de Mario pacificaron la zona y Yugurta fue llevado prisionero a Roma.

- Tito Livio que empleó veinte años en escribir la Historia de Roma en 142 libros, perdidos en su mayor parte unos y conservados en epítome otros, caracterizads por:

1. - Una muy extensa cantidad de fuentes y materiales.
  - Una especial atención a los valores estilísticos, narrativos, literarios y lingüísticos de la obra, manifiesta en la exposición de los hechos, los discursos intercalados de sus personajes y la gravedad de algunos de sus juicios.
  - Algunos errores inevitables y cierta superstición que arrebata parte de crédito a varias de sus afirmaciones.

- Cornelio Nepote contemporáneo y amigo de Ático, comtemporaneo de Augusto, autor de una Victoria de Macedonia y de los Orígenes del mundo del cual solo nos queda un extracto redactado por Justinio en las Historiae Philippicae ex Trogo Pompeio, libri XLIV.
- Trogo Pompeyo autor de Vidas de los grandes capitanes.
- Octavio Augusto por la obra Monumento de Ancira.

En las retórica (el arte de declamar) hay que destacar aquí a los siguientes autores que son los siguientes:
- Hortensio, que equilibró por un tiempo a la celebridad de Cicerón.
- Marco Tulio Cicerón, natural de Arpino, año 649 de Roma que cultivó los siguientes géneros:

1. - Poesía.
  - Filosofía.
  - Jurisprudencia.
  - Historia.
  - Género epistolar.
  - Género oratorio.
  - Política.

El gran campo de Cicerón fue la oratoria por su elocuencia florida, abundante, más asiática que romana y nos han quedado cincuenta y seis discursos de su elocuencia.
En la agricultura y la jurisprudencia, las dos ramas capitales de la ciencia romana hay que destacer a los siguientes autores:
- En la agricultura destacó el siguiente autor:

- - Marco Terencio Varrón, que a los veinticuatro años, escribió su libro de De re rústica, tratado metódica de agricultura, del cultivo de los jardines y los olivos, del arte de criar los ganados, del sostén de los cereales y de la caza y la pesca.

- En la jurisprudencia destacaron las siguientes personas:
  - Servio Sulpicio Rufo que convirtió la jurisprudencia en ciencia.
  - Alfeno Varo autor de un Digesto de cuarenta libros.
  - Trebacio, juriconsulto amigo de Augusto.
  - Antistio Labeón, el mejor discípulo del anterior.

Todos estos autores fueron famosos por su ciencia y por sus obras de las cuales solo encontraremos imperfectos residuos en las obras ya del siglo VdJc Pandectas e Instituciones del gran emperador bizantino Justiniano.
En astronomía destacó Publio Nigidio Fígulo del que quedan fragmentos poco importantes.
En arquitectura destacó Vitruvio nombrado por Augusto inspector de los edificios públicos y que escribió la obra titulada Tratado de Arquitectura en estilo sencillo, conciso y a la vez oscuro.
En medicina destacan los siguientes autores:
- Antonio Musa, el cual de liberto que era, fue elevado a caballero por haber curado a Augusto de una enfermedad que hacía peligrar su vida.

- Aulo Cornelio Celso. Sobre su vida nada cierto se conoce; de su mano ha quedado solo un libro, escrito con tal elegancia que se le suele denominar "el Cicerón de la medicina".

### Desde la muerte de Augusto hasta el reinado de Adriano
En esta etapa todo cambia por lo siguiente:
- El temor de la muerte
- La necesidad y gusto de la servidumbre
- La rivalidad o el despotismo de los emperadores pervierten las condiciones de la literatura.

Su decadencia lenta e imperciptible primero, principia y se señalara cada vez más a medida que la moda de las lecturas públicas y privadas, que la introducción y mezcla de los extranjeros en el seno de la sociedad romana, vayan depravando el verdadero gusto y llenando de impurezas la lengua indígena con elementos bárbaros y groseros.
En la poesía dramática se dio a conocer el escritor español Lucio Anneo Séneca, famoso filósofo que ha dejado nueve tragedias tomadas de asuntos griegos pero arregladas a la filosofía estoica por una mezcla de máximas. La décima tragedia que escribió
titulada Octavia, trata de un asunto romano y parece haber sido escrita para leerse más bien que para el teatro, ya que está llena de adulaciones, es decir, para la crítica imparcial.
Otro autores dignos de mencionar son Curiato Materno y Pomponio Secundo, cuyos elogios y no sus obras nos quedan.
En la comedia hay que destacar en este género a Verginio Romano, autor de mimas y comedias a estilo de Menandro, Plauto y Terencio, las cuales según Plinio el Joven, merecen los mayores elogios, porque se mofaban bajo un velo transparente, de los vicios y desórdenes de la época.
La epopeya en este periodo es más histórica que a un relato novelado inspirado y se caracteriza por lo siguiente:
1. - La ausencia de estos relatos de lo maravilloso que caracterizó a otros periodos.
  - El gusto por las expresiones retóricas.
  - El falso gusto propagado por las lecturas públicas.

Consecuencia de todo esto es que ya no volvería a hacerse una obra como por ejemplo la  Eneida.
El poema épico más notable de este periodo es una obra del hispanolatino Lucano titulada La Farsalia, 38 d. C., y sobrino de Séneca que era este autor. La obra trata la guerra civil entre Julio César y Pompeyo, en un verso muy retórico y declamatorio, pero coun una excelente veracidad histórica que hace de esta epopeya más historia poétizada que una epopeya estrictamente hablando; el héroe en realidad es el estoico Catón de Útica, también llamado Catón el Joven. Las características más destacadas de dicha obra son las siguientes:
1. - El poeta narra pero no concluye, no toma partido, sugiere más que afirma y carece de un final ostensible.
  - Falta contenido ético y religioso, ya que la obra no moraliza ni hace intervenir a los dioses.
  - Es, por tanto, una narración versificada, a menudo de gran belleza y patetismo, compuesta para ser declamada.

Otro autor a destacar en la épica de dicho periodo es Valerio Flaco con su obra titulada Argonaúticas aunque se consideraba que hay mucho de imitación en la obra del autor griego alejandrino Apolonio. Se trata esta obra de las aventuras y famosa expedición de los Argonautas, pero carece de originalidad en ciertos pasajes.
Las guerras púnicas prestan a Silio Itálico, orador y poeta conjuntamente, la ocasión de una tentativa poética en que el arte hace las veces del genio y en que la profesión e imitación ocupan el lugar de la inspiración.
Por último puede colocarse entre las epopeyas latinas de esta época la Tebaida de Estacio, que narra con poca unidad pero gran belleza la historia de Los siete contra Tebas.
Durante el periodo anterior, el gran Cicerón, maestro de la oratoria, y el nieto adoptivo de Augusto, César Germánico, habían realizado una importante obra de traducción a exámetros latinos el poema de los Fenómenos de Arato y habían compuesto el segundo otro poema didáctico titulado Diosemeria o Pronósticos, a imitación de varias obras griegas de diferentes autores.
También hay que destacar en astronomía a M. Manilio con la obra titulada Astronómicas obra que quizá carece de bellezas poéticas, pero interesante para la historia de la astronomía y la astrología.
En la sátira hay que destacar a los siguientes autores:
- Persio y sus Sátiras en número de seis, concisas y de tan elaborado lenguaje que llegan a la obscuridad.
- Juvenal que escribió dieciséis sátiras con gran energía e ironía, atacando severamente la decadencia moral de Roma.
- Marcial, natural de España, que escribió catorce libros de epigramas, de gran picardía e ingenio e importantes también por sus notas costumbristas sobre la vida en la gran mtrópoli de Roma; carece de la severidad ética de Juvenal.
- Otros como Turnus, Getúlico y Volcacio Sedígito, de los cuales poseemos algunos versos notables sobre el rango de los poetas dramáticos de Roma y su mérito relativo.

En la prosa histórica hay que destacar a los siguientes autores:
- Veleyo Patérculo que escribió un compedio de Historia romana con sentencias filosóficas y de adulación a Tiberio y a no ser por algunos arcaísmos y cuadros más violentos que naturales, se hallaría colocada en un lugar más preferente. Este historiador latino nació en el 19 a. C. y murió en el 31 de la Era vulgar y acompañó a Cayo César en su entrevista con el rey de los partos y ganó el cargo de prefecto de caballería en Germania, Panonia y Dalmacia ganando el afecto del futuro emperador y obtuvo como premios la cuestur y la pretura.Su obra citada lleva por título C. Vellei Paterculi historiae romanae ad M. Vinicium cos. Libri II.Es este un compedio de Historia Universal en relación con la Historia de Roma y se considera como inimitable modelo de compendios., claro, conciso y uso de locuciones arcaicas pero adula demasiado a Tiberio y a Selayo cuando llega a la época de estas dos personas.
- Tácito, autor de la Germanía, historia contra la corrupción romana. También escribió Vida de Agrícola dedicado a la honradez de su abuelo y Anales e Historia cuadros profundos de la sociedad romana y de los emperadores que la dirigían. Se le atribuye también Causas de la corrupción de la elocuencia romana. Es un filósofo de gran virtuosismo que se caracteriza por ser un gran observador y sus máximas sabias.
- Otros autores son Quinto Curcio, autor de una vida de Alejandro Magno; Suetonio, historiador que compuso la Vida de los doce Césares, en que se detiene especialmente en señalar los defectos morales de los mismos; Floro o Valerio Máximo, compilador de sentencias morales este último.

El arte declamatorio, es decir, la Retórica de la época de Augusto fue sustituida por la retórica, que dio vida a numerosos retóricos que nos da a conocer Suetonio en una recopilación.
Destaca Marco Anneo Séneca el Viejo con sus dos libros titulados Persuasivas y Controversias ofrece la materia de las discusiones que cubrían las escuelas de Retórica.
Otro autor es Quintiliano natural de Calahorra con su libro Instituciones Oratorias, donde propone como modelo de la lengua a Cicerón e intenta restaurar el ideal de una formación integral y humanística del orador, y Plinio el Joven con su obra El panegírico de Trajano y en especial sus Cartas que nos descubren muchos detalles y costumbres desconocidas de su tiempo, así como el abuso de las lecturas públicas y el nombre de los autores que a ellos se entregaron.
En filosofía destaca Lucio Anneo Séneca el Joven, con sus Doce Tratados Filosóficos, forjados en una prosa preciosista llena de conceptismo, paradojas y antítesis, más once Cartas morales a Lucilio que son en realidad un tratado moral en epístolas. También es autor de una especie de sátira burlesca contra el emperador Claudio titulada Apocolocynthosis y un libro de Cuestiones sobre la naturaleza que trata de Física.
Plinio el Viejo, tío del Joven, otorgó a las ciencias naturales un lugar importante en su Naturalis Historia, vasta enciclopedia en 57 libros que fue compendiada por Solino; los hispanolatinos Columela y Pomponio Mela trataron respectivamente sobre agricultura y geografía.
Fedro compuso una colección de Fábulas llena de concisión, elegancia y moralidad y Petronio escribió una novela en prosa y verso de vergonzosos detalles e ingeniosa poesía dirigida contra Nerón en su Satyricón, que se conserva incompleto

### Desde Adriano hasta Rómulo Augústulo
Antes del reinado de Marco Aurelio la literatura latina ya era cosmopolita; no solo se cultivaba en Roma sino en ciudades como Bizancio, Alejandría, Milán y en las primeras ciudades de la Galia.
Después de Marco Aurelio la literatura decae y ya no volverá a poseer su antiguo esplendor:
- La transición del paganismo agonizante a la organización del cristianismo cada vez más dominante.
- La mezcla invasora de las poblaciones conocidas con el nombre de bárbaras o extranjeras.
- El gusto de la gramática sustituido al sentimiento más elevado de las bellezas literarias.

Gran parte de la poesía de esta época ha sido transmitida a partir de la llamada Anthología latina, contenida el llamado Codex Salmasianus, así llamado por su poseedor, el humanista francés Claude de Saumaise (1588-1653, latinizado como Salmasius), que contiene la obra heterogénea de poetas latinos tal vez originales en su mayor parte del norte de África: Pentadio, Reposiano, Vespa, Osidio Geta y el anónimo Pervirgilium Veneris. Es una especie de himno en honor a Venus, a imitación del poema secular de Horacio atribuido a Floro o a Vibia Chelidon. Cabe también destacar a Lucilio con su elegante poema Sobre el Etna y a Dionisio Catón con su poema Los Dióticos.
Serenus Sammoticus ha dejado un poema obscuro titulado Sobre las enfermedades y sus remedios que no es más que una continuación de recetas versificadas. Este autor que vivió en el siglo III d. C. según Capitolino reunió 62.000 volúmenes para su biblioteca y Alejandro Severo le escogía para sus lecturas particulares. Muerto en un festín por orden de Caracalla y pasa por ser el autor de un poema de medicina antes citado Q. Seveni Sammonici de medicina praecepta saluberrima de 1.115 versos hexámetros y 65 capítulos comprende multitud de preceptos curativos tomado de Plinio y Dioscórides con versificación esmerada pero la latinidad se resiente de la decadencia de las Letras en la época en que se escribió. Baemer le atribuyé otro poema De tingendis capillis
Un cartaginés fue Nemesiano, que vivió en el 284 y escribió tres poemas sobre la caza, la pesca y el arte náutico titulando la obra Cynegéticas.
Calpurnio Sículo, que fue secretario el emperador Caro escribió églogas y bucólicas, algunas de las cuales son atribuidas a Nemesiano; Virgilio y Teócrito fueron los principales modelos de estas composiciones frías y elegantes, desprovistas de originalidad.
En retórica destaca Ausonio, nacido en Burdeos en 309, fue profesor de elocuencia, conde, cuestor, prefecto del pretorio, cónsul, procónsul, preceptor del emperador Graciano; escribió en verso Epigramas, Efemeride, Parentalias, Epitafios, Poema sobre los doce Césares, Ludus septem Sapientum (comedia), Idilios, Descripción de Mosela. Estas poesías, más de un polígrafo que de un poeta inspirado, contienen ingenio y ciencia, pero con poco arte.
Otro autor Rufo Festo Avieno, que no debe confundirse con el fabulista contemporáneo Aviano, autor de cuarenta y dos fábulas que murió antes del quinto siglo. Avieno fue poeta geográfico y didáctico y escribió:
- Una obra de geografía titulada Descripción del mundo, copia de Dionisio de Charan.
- Un poema titulado Ora maritima, elegías y epístolas
- Se le atribuye un resumen de La Ilíada de Homero.

También hay que citar al poeta didáctico Severo Santo que vivió bajo el reinado de Teodosio, y escribió sobre la muerte de los bueyes, versos en que sorprende hallar un elogio de la religión denominada cristianismo.
Dos autores cristianos de esta época son:
- El hispanolatino Aurelio Prudencio del año 348, autor de una importante himnografía sobre los mártires y que escribió un largo poema alegórico sobre la batalla entre los vicios y las virtudes, la Psicomaquia. Escribió también contra las sectas heréticas y contra Símaco, uno de los defensores del paganismo.
- San Paulino de Nola que nació en el año 353 en Galia y escribió 58 poemas, la mayor parte de los cuales son cristianos.

Entre los novelistas destaca Apuleyo que escribió su famosa Metamorfosis o El asno de oro en el que algún erudito vislumbra contenidos neopitagóricos pero que para otros no es más que un cuadro alegórico de los desórdenes morales las supersticiones de la época. Otras obras suyas son  Liber de mundo y Dios de Sócrates.
En el siglo V d. C. hay que destacar a:
- El poeta Claudiano que, unido sobre todo a Estilicón, ministro del emperador Honorio y colmado de honores, ejercitó todos los géneros desde la epopeya a la sátira; se recuerda especialmente su poema El rapto de Proserpina y sus Invectivas contra Rufino y Eutropio.
- Rutilio Namaciano, que escribió un libro de viaje titulado Itinerarium seu De redita, muy crítico con el incipiente cristianismo.
- Sidonio Apolinar, un sacerdote cristiano que publicó 24 poemas en que predomina el gusto del panegírico.
- Alcimo Eedicio Avilo, arzobispo de Viena en el Delfinado y el cual, es un poema en cinco cantos, de Mosaicae historiae gestis atestiguan grandes conocimientos sobre la Antigüedad.

En el siglo VI d. C. hay que destacar a los siguientes autores:
- Prisciano de Cesarea, que escribió una obra titulada Descripción del Universo y otra titulada Elogio de Anastasio.
- Eucheria, autora de un poema de 32 versos contra un esclavo demasiado audaz.
- Fortunato, poeta cristiano que vivió como cortesano educado por Santa Rodegunda de Poitiers.

En la prosa histórica hay que destacar una compilación hecha sin mucho talento bajo el epígrafe de Historia Augusta trata de la vida de los emperadores Adriano, Antonino Pío, Marco Aurelio y de los que siguieron hasta Carino.
Como autores destacados de prosa histórica hay que destacar los siguientes:
- Sexto Aurelio Víctor, autor del tratado De viris illustribus Romae
- Amiano Marcelino, que sirvió en la legión romana hasta el tiempo de Valentiniano II, compuso una historia que alcanza hasta el 578, bajo el Título Rerum gestarum.
- Jordanes y su obra De rebus Geticis.
- Sulpicio Severo (apodado Salustio Cristiano) autor de una Historia sagrada.

En la elocuencia o retórica destacan los siguientes autores:
- Marco Cornelio Frontón, quien escribió De diferentiis vocabulorum
- Apuleyo con su obra Apología que fue acusada de magia y la Florida, declamación retórica eminente.

Por otra parte los panegíricos se habían puesto de moda desde Plinio el Joven y el número de prosistas y poetas que se consagraron a este género creció bastante en este periodo destacando Ennónico, que pronunció en 508 el fastuoso Elogio de Teodorico.
Entre los epistolares de este periodo después de Frontino y Marco Aurelio, hay que mencionar a Símaco, famoso prefecto de Roma, que luchó en vano, con gran elocuencia y convicción, en pro del restablecimiento del altar de la Victoria y de los ritos paganos. Sus Cartas publicadas en diez libros fueron halladas en el siglo XIX; contienen curiosas instrucciones sobre el movimiento de los espíritus por entonces y sobre las pasiones paganas, interesadas en combatir la invasión de las ideas cristianas.
En la filosofía cristiana destacaron los siguientes autores:
- San Agustín, obispo de Hipona, que nació en 354, autor de Ciudad de Dios y Confesiones.
- Boecio, consejero de Teodorico I el Grande, escribió en la cárcel El consuelo de la Filosofía, sentida y elevada protesta contra las persecuciones que sufría.
- Otros autores son Tertuliano, Minucio Félix, San Ciprián y Arbonio, autor de una obra contra los paganos
- Lactancio cuyas Instituciones divinas son miradas con razón como uno de los monumentos más notables de la antigüedad cristiana,
- San Hilario, obispo de Poriers, que se hizo notar su talento para la controversia
- San Ambrosio, obispo de Milán
- San Jerónimo padre la crítica y erudición cristiana, filólogo que se aplicó al conocimiento del hebreo, el griego y el latín para elaborar la primera traducción completa de la Biblia al latín, la conocida como Vulgata, y autor además de un rico epistolario y otras obras.

En matemáticas Boecio y Julio Fírmico Materno; más curiosas las obras de este último autor por los extraños caprichos que encierran que por las discusiones de la ciencia pura.
En arquitectura civil y tratados militares destaca Frontino, que mandó los ejércitos romanos en Bretaña bajo las órdenes de Domiciano y estuvo encargado de la inspección de los Acueductos de Roma: nos ha dejado una descripción de los mismos, preciosa por las numerosas instrucciones arqueológicas que contiene. Sus Estratagemas, que suelen situarse entre los escritos militares, no son sino un repertorio o reunión de anécdotas, en que prueba a menudo su escasa crítica.
Vegecio nos dejó la obra titulada Tratado de arte militar que dedicó al emperador Valentiniano II o Teodosio, la mejor de la Antigüedad en Occidente.
La medicina valió a la escuela de Salerno, dirigidas por los monjes de Monte Casino, una celebridad que no se ha borrado.
En economía agrícola destacó Palladio escribió el libro titulado De Re Rústica con un estilo jactancioso lleno de incorrecciones y palabras nuevas.
En geografía destacan los itinerarios de todo género, la cosmografía y los escritores Solino Publio, Victor y Vivió Secuester.
En derecho destacan los siguientes autores:
- El emperador Adriano fue quien tuvo primero la iniciativa en la revolución habida en el Derecho romano como promotor del Edicto perpetuo que sustituía una marcha uniforme de procedimientos a los edictos anuales que anteriormente pronunciaban los pretores, con la ayuda del redactor Salvo Juliano.

- Bajo Septimio Severo floreció Ulpiano, célebre por su desgraciado fin y numerosos trabajos sobre derecho. También destacó Julio Paulo, consejero de Septimio Severo con 2800 fragmentos de sus obras que pasaron al Digesto con las destacadas siguientes:

- - Ochenta libroa Ad Edictum
  - Dieciocho libros Ad Plautium
  - Cuatro libros Ad Netarium
  - Diecisiete libros Ad Sabinum, ad Vitellium, notae ad Scevolam, ad Julianum, ad Papinianum
  - Diez libros Ad legem Juliam ert Papiam
  - Veintiséis libros quastionum
  - Veintitrés libros responsorum y libri quinque sentetiarum

- Valentiniano III hizo decidir en el Senado cuales habían de ser los rescriptos de los príncipes y los jurisconsultos, cuyas opiniones habían de constituir autoridad en materias judiciales.

- Teodosiano y su posterior Recopilación conocida con el nombre de Código Teodosiano, recopilación de las constituciones de los príncipes, trabajado por ocho jurisconsultos con derecho civil, público y eclesiástico. Este código está más considerado más importante que su precedente el Código Gregoriano por ser más completo, porque ha llegado hasta nosotros en su integridad y porque tuvo valor legal y fue compilado por orden de Teodosio II quien en el 429 d. C. instituyó una comisión con el encargo de completar el Código Gregoriano y Hermogiano mediante esta nueva recopilación de todas las constituciones imperiales publicadas después de Constantino. Otra comisión del 435 d. C. siguió el trabajo de la primera terminado el trabajo en el 438 de nuestra Era.

- El emperador bizantino Justiniano I que reinó desde 527 al 565 hizo aún más, mandando a su canciller Triboriano con la colaboración de Teófilo y Doroteo, los trabajos de sus antecesores (véase Corpus Iuris Cívili) reuniendo en un cuerpo completo las Novelas, las Instituciones de Gayo, las Sentencias de Paulo, los Libros de Papiano de que resultaron las Pandectas o Digesto. Justiniano intentó fundir la infinita variedad de leyes romanas de los diez siglos anteriores a su reinado y es una viviente imagen del derecho clásico. El motivo fundamental de esta magna recopilación emprendida por los jurisconsultos de Justiniano fue por lo siguiente:
  - La inmensa dificultad que el estudio del derecho y la práctica aplicación del mismo se hallaban en aquel exceso de textos diseminados a lo largo de la historia jurídica de Roma que dificultaba el estudio y aplicación del derecho clásico
  - La necesidad de recopilar dichas leyes reuniendo en un solo cuerpo las normas jurídicas de la historia de Roma ya viniesen de la autoridad imperial o de la labor de los jurisconsultos. Esta obra de compilar las leyes romanas se realizó en tres tipos de ediciones que son las siguientes:

1. - Ediciones glosadas.-Estas glosas derivan de la forma exegética bajo la que eran estudiadas las colecciones justinianas por los comentadores más antiguos de las leyes romanas y por los`primeros profesores de derecho de Bolonia desde Irnerio hasta Accursio. Las mejores ediciones de esta magna obra de recopilación emprendida por Justiniano son las impresas en Venecia entre los años de 1482 a 1507 por Torti, las de Contius, las de Gotofredo y la última edición glosada en Lyon de Fehius en seis volúmenes en folio.
  - Ediciones no glosadas.-Las mejores ediciones son las de Elzevir y la impresa en Ámsterdam en 1564.
  - Ediciones no glosadas pero con notas.-Las mejores ediciones son las de Roussard y la de Contius en nueve volúmenes y la de los hermanos Kriegel impresa en 1833.

Finalmente los compiladores y gramáticos debían encontrar naturalmente lugar y favor junto a estos emperadores positivistas y de gustos serios y enciclopédicos como fueron los siguientes autores:
- Aulo Gelio autor de las Noches Áticas, obra miscelánea que contiene extractos de todas clases llenos de instrucción para los modernos.
- Nonio Marcelo autor del libro De propietate sermonum
- Macrobio y sus obras Estudios sobre la diferencia de las palabras griegas y latinas y Comentario al sueño de Escipión. Este célebre y gramático latino nació probablemente en Grecia o en algún lugar de influencia helenística en el siglo IV d. C. y fue contemporáneo de Honorio y Teodosio el Joven. Fue jefe de guardarropía y escribió otra obra titulada Los saturnales en 7 libros; tenía un hijo para cuya instrucción compuso obras sobre muy diversas materias en forma de diálogo: Gastronomía, Agricultura, Correcciones del calendario romano, la Historia del influjo ejercido por el Sol en las creencias mitológicas, etc., e incluso hasta de dialéctica, obras de que abusaron muchísimo los filósofos y teólogos de la Edad Media. Escribió también un Comentarium in somnium Scipionis ("Comentario al sueño de Escipión") que escribió Cicerón al final de su República, y también un In sunmium Scipionis libri dúo a modo de enciclopedia que resume:

- - Los conocimientos hasta entonces adquiridos acerca de los principales fenómenos físicos del Cielo y de la Tierra.
  - Disertaciones metafísicas sobre las fricciones y los sueños
  - Exposiciones de las doctrinas pitágoricas relativas a los números

- Sidonio Apolinar, profesor de gramática, natural de Alejandría, estudió gramática en el 335 a. C.. Él y su hijo compusieron muchas obras en prosa y en verso para reemplazar a los autores paganos. Destaca la obra Gramática o retórica cuyos ejemplos imitados de los más bellos pasajes de los escritores del paganismo, se armonizaban con los preceptos y hechos del Evangelio:
  - Los libros históricos del «Antiguo testamento» hasta el reinado de Saúl puestos en versos heroicos y divididos en 24 libros, señalados con las 24 letras del alfabeto griego
  - Los cuatro «Evangelios», dialogados a la manera de Platón
  - Tragedia sobre la pasión, que se encuentra en las obras de san Gregorio Nacianceno
  - Un tratado sobre las diferentes edades del hombre
  - Treinta libros contra Juliano
  - Una perífrasis de los Salmos en versos hexámetros.

Cierra este último periodo de la literatura latina los gramáticos comentaristas como fueron los siguientes:
- Servio, que fue un gramático que vivió en el siglo IV d. C. Sabemos de su existencia porque Macrobio lo cita en su obra Los Saturnales y su obra principal era un Comentario sobre Virgilio alterado y compendiado por los copistas de la Edad Media que a pesar de ello es un bello tesoro para el estudio de la historia y la mitología antigua. También escribió In Secundam Donati editionem interpretatio y De ratione ultimarum syllabarum ad Aquilium liber.
- Diomedes
- Prisciano Carisio
- Isidoro de Sevilla

.
Todos estos autores representan ya la decadencia y suceden siempre a las literaturas en su fenecimiento, como para criticarlas y resumirlas empobreciéndolas, sepultándolas en comentarios.

### Constituciones imperiales latinas de la Antigua Roma
Las constituciones imperiales latinas que son de gran importancia en la historia literaria jurídica latina, empiezan con la aparición del Imperio romano en sustitución de la República romana después de la etapa de transición cesárea y presenta dos etapas que son las siguientes:
- En un primer desarrollo se denomina diarchia que es el ejercicio del poder de un magistrado sin verdadera potestad legislativa
- En una segunda fase se denomina monarchia que es el ejercicio del poder absoluto del príncipe, superior a las demás leyes.

Varios fueron los nombres de estas constituciones escritas en latín distinguiéndose nueve géneros:
- Leges datae
- Orationes
- Edicta
- Decreta
- Mandata
- Rescripta
- Epistulae
- Leges generales
- Pracmaticae sanctiones

Las más importantes son las Rescripta porque gran número de ellas fueron incluidas en los códigos o compilaciones de constituciones dándoles gran valor.
Las leges generales que desde Diocleciano se convierten en la verdadera y única fuente del derecho.

## Literatura romana en griego
Roma pronto conquista la Magna Grecia y otras colonias occidentales de habla griega, y en -146 se apodera de la misma Grecia. Hasta la partición del Imperio y la formación del Imperio romano de Oriente en 395, en que la literatura griega retoma su andadura independiente, parte de la literatura escrita en griego pertenece claramente a la literatura romana desde un punto de vista tanto político como cultural, sobre todo en el caso de historiadores de tema romano como:
- Polibio (200–118 a. C.) y su Historia general
- Dionisio de Halicarnaso (fallecido hacia el 7 a. C.) y sus Antigüedades romanas.
- Apiano (mediados del siglo II).
- Plutarco (ca. 46 - ca. 120) y sus Vidas paralelas.

El médico Galeno (131-201), el personaje más significativo de la Medicina antigua después de Hipócrates, que vivió en Roma, en la corte imperial, la mayor parte de su vida activa.
Claudio Claudiano, el poeta de la corte del emperador de occidente Honorio, escribió la mayor parte de su obra en latín, pero en griego su Gigantomaquia y algunos de sus epigramas.
La literatura del Imperio romano de Oriente constituye la literatura bizantina.

## Manuales contemporáneos de historia de la literatura romana
- Ludwig Bieler, Historia de la literatura romana, versión española de M. Sánchez Gil, Madrid, Editorial Gredos, 1971.
- Ernst Bickel, Historia de la literatura romana, versión española de José Mª Díaz-Regañón López, Madrid, Editorial Gredos, 1982 (2009, ISBN 978-84-249-0196-7).
- Manfred Fuhrmann, Literatura romana, versión española de Rafael de la Vega, Madrid, Editorial Gredos, 1985.